# Хичкок (фильм)
«Хичкок» (англ. Hitchcock) — американский байопик режиссёра Саши Джерваси по документальной книге Стивена Ребелло «Альфред Хичкок и создание „Психо“», в заглавной роли — Энтони Хопкинс. Премьера состоялась на Фестивале Американского института киноискусств (AFI Fest) 1 ноября 2012 года, релиз в России — 21 февраля 2013 года.
Съёмки фильма проходили в штате Калифорния.

## Сюжет
Фильм затрагивает тему отношений Альфреда Хичкока (Энтони Хопкинс) и его жены Альмы Ревиль (Хелен Миррен) во время съёмок фильма «Психо» в 1959 году.

## В ролях
- Энтони Хопкинс — Альфред Хичкок[4]
- Хелен Миррен — Альма Ревиль[5]
- Скарлетт Йоханссон — Джанет Ли[6]
- Джессика Бил — Вера Майлз[7]
- Джеймс Д’Арси — Энтони Перкинс[6]
- Тони Коллетт — Пегги Робертсон[8]
- Ральф Мачио — Джо Стефано[9]
- Дэнни Хьюстон — Уитфилд Кук[8]
- Кертвуд Смит — Джеффри Шарлок[10]
- Майкл Уинкотт — Эд Гин[8]
- Майкл Стулбарг — Лью Вассерман[8]
- Ричард Портноу — Барни Балабан, президент Paramount Pictures
- Уоллес Лэнгэм — Сол Басс

## Награды и номинации
- 2013 — две номинации на премию «BAFTA»: за лучший грим и лучшую женскую роль
- 2013 — номинация на премию «Оскар» за лучший грим
- 2013 — номинация на премию «Золотой глобус» за лучшую женскую роль — драма
- 2013 — номинация на премию Гильдии киноактёров США за лучшую женскую роль